# Ivan Krestanov
Ivan Hristov Krestanov (1890–1966) byl bulharský lektor a esperantista.

## Dílo

### Vlastní dílo
- Rememoroj de Esperantisto
- La lingva esenco de Esperanto

### Překlady
- Bulgara Antologio
- La Bulgara lando kaj popolo
- Nuntempaj Rakontoj
- Vilao apud maro